# Helmut Kronsbein

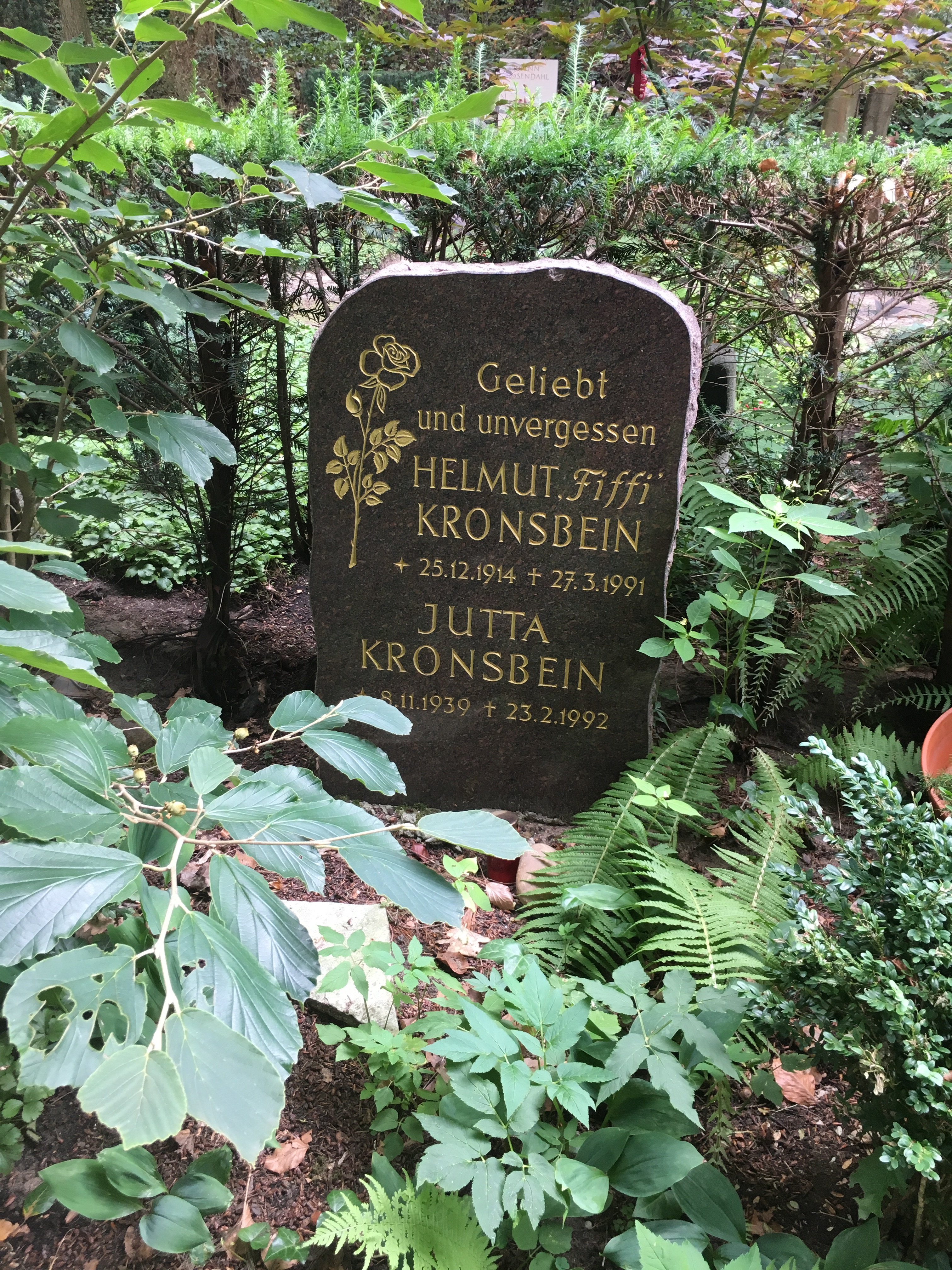
Das Grab von Helmut Kronsbein

Helmut „Fiffi“ Kronsbein (* 25. Dezember 1914 in Danzig; † 27. März 1991 in Berlin) war ein deutscher Fußballspieler und -trainer. 1954 gewann er mit Hannover 96 die deutsche Meisterschaft. Er war bis 1980 als Trainer tätig, unter anderem in der 1963 gegründeten Bundesliga.

## Der Fußballspieler
Als Fußballspieler war Kronsbein bei Arminia Bielefeld, Eintracht Osnabrück, Hindenburg Allenstein und Preußen Danzig aktiv. In der Saison 1948/49 kam er in zwei Spielen des 1. FC Köln in der Rheinbezirksliga, Gruppe 2, zum Einsatz. Die Mannschaft errang in jenem Jahr die Meisterschaft und stieg in die Oberliga West auf; in ihr spielten auch Hennes Weisweiler und der spätere Weltmeister von 1954 Hans Schäfer.

## 1954: Deutsche Meisterschaft
Im Sommer 1952 wurde Helmut Kronsbein beim 11. der Saison 1951/52 der Oberliga Nord, SV Hannover 96, neuer Trainer. Er trat in Hannover seine zweite Stelle als Fußball-Lehrer an. Bei der TSG Ulm 1846 hatte er von 1949 bis 1952 seinen Einstand als Trainer mit dem Aufstieg in die Oberliga Süd 1952 erfolgreich bewerkstelligt. Aus der Landesliga Württemberg, über die 2. Liga hatte er die „Spatzen“ in die Oberliga Süd geführt. Die Ausbildung bei Bundestrainer Sepp Herberger 1949 in Köln zum Fußball-Lehrer hatte sich ausgezahlt.
In der ersten Runde 1952/53 kam Hannover mit 30:30 Punkten auf den 7. Rang. In der nächsten Saison 1953/54 setzte sich aber die Mannschaft sofort überlegen an die Tabellenspitze. Am Ende der Runde hatten sie immer noch sieben Punkte Vorsprung vor dem Vizemeister FC St. Pauli.
Bereits am 2. Mai 1954 muss dann der neue Nord-Meister in der wegen der Fußball-Weltmeisterschaft in der Schweiz zeitlich gekürzten Endrunde um die deutsche Meisterschaft (es nehmen nur die fünf Oberliga-Meister und der Zweite vom Süden daran ohne Rückspiel teil!) das erste Spiel in der Finalrunde bestreiten.
Mit 2:1 Toren wird der Berliner SV 1892 vor 60.000 Zuschauer im Olympiastadion geschlagen. Vierzehn Tage später findet das entscheidende Spiel für die Endspielteilnahme dann im Düsseldorfer Rheinstadion gegen den VfB Stuttgart statt. Der Deutsche Meister des Jahres 1952 und Finalist von 1953, hatten am 9. Mai die Berliner souverän mit 3:0 Toren ausgeschaltet. Die Schützlinge von Trainer Georg Wurzer wollten das dritte Mal in Serie in das Finale. Hannover 96 setzte sich aber mit 3:1 Toren durch. Damit war Hannover in das Endspiel um die deutsche Fußballmeisterschaft 1954 eingezogen. Gegner war der Titelverteidiger und auch klare Favorit, der 1. FC Kaiserslautern. Nach einem Eigentor von Kohlmeyer in der 48. Minute zu der 2:1-Führung von Hannover 96 kippte das Spiel emotional entscheidend. Bei Lautern lief nichts mehr zusammen und Hannover steigerte sich von Minute zu Minute. Die Folge war ein völlig unerwarteter 5:1-Sieg für die Mannschaft von Helmut Kronsbein.

## 1963–1966: Das zweite Engagement bei Hannover 96
Nach der Nichtnominierung für die Bundesliga kehrte Helmut Kronsbein 1963 vom VfR Mannheim zu Hannover 96 als Trainer zurück. Dieses Mal aber in die Regionalliga Nord, die Oberligen gab es ab der Runde 1963/64 nicht mehr, als Unterbau der Bundesliga hatte man fünf Regionalligen installiert. Der FC St. Pauli holte die Meisterschaft, immerhin kam Hannover auf dem zweiten Rang ein, damit war man auch für die Aufstiegsrunde zur Bundesliga qualifiziert. Dort konnten dann die Spieler um Otto Laszig die favorisierten Meister aus dem Süden und Westen hinter sich lassen. Vor KSV Hessen Kassel, Alemannia Aachen und dem FK Pirmasens zog Hannover 96 im Juni 1964 in die Bundesliga ein. Diesen Elan hielt man dann auch im ersten Jahr Bundesliga aufrecht, mit 33:27 Punkten belegte man den guten 5. Platz. Der Mittelstürmer Walter Rodekamp wurde sogar Nationalspieler.
Im zweiten Jahr ging es aber rückwärts, das Präsidium sprach am 28. April 1966 die Entlassung für den Trainer aus. Daran konnten auch die Leistungen im „Messepokal“, dem Vorläufer des UEFA-Cup, bei den Spielen gegen den FC Porto und den FC Barcelona – gegen die Katalanen schied man am 2. März 1966 nach einem 1:1-Unentschieden durch Losentscheid unglücklich aus- und auch die geglückte Debütrunde des Mittelfeldspielers Hans Siemensmeyer, er war von Rot-Weiß Oberhausen vor der Runde zu Hannover geholt worden, mit seinen 15 Toren in 30 Spielen, nichts ändern.
Die Erwartungen waren vor der Runde zu groß gewesen, da konnte der 12. Platz nicht mehr genügen.

## 1966–1974: Hertha BSC
Von der Leine an die Spree ging es im Sommer 1966 für Helmut Kronsbein. Die Herthaner wollten unbedingt wieder in die Bundesliga zurückkehren, woraus sie 1965 wegen Lizenzverstößen zurückversetzt worden waren. In der Bundesliga-Aufstiegsrunde 1968 gelang dann der Aufstieg gegen Rot-Weiss Essen, SV Alsenborn, Göttingen 05 und FC Bayern Hof. In der ersten Runde 1968/69 wurde der Klassenerhalt geschafft und dann zweimal in den Jahren 1970 und 1971 der dritte Platz erreicht. Auch im UEFA-Cup zeigte Hertha BSC in diesen Runden in den Spielen gegen die europäischen Spitzenteams von Juventus Turin, Inter Mailand und dem AC Mailand die gewachsene Klasse.
Da das Hoch sich in den nächsten Runden nicht fortsetzen ließ und bei Hannover 96 der Abstieg drohte, wurde dem Trainer am 13. März 1974 die Kündigung ausgesprochen. Nach acht Jahren als Trainer bei Hertha BSC durfte Helmut Kronsbein versuchen seine „alte Liebe“ Hannover 96 vor dem Abstieg zu retten, er wechselte sofort nach Hannover.
Später kehrte er dann nochmal für ein kurzes Engagement zu Hertha BSC zurück.

## Sonstiges
Kronsbein stand im Verdacht, seine Ehefrau Gerda im Jahre 1979 getötet zu haben. Er wurde 1984 vor dem Landgericht Hannover wegen Körperverletzung mit Todesfolge angeklagt. Im Gerichtsverfahren, das zunächst auf eine Verurteilung hinauslief, kam es nach zwei Verhandlungsmonaten im September 1984 zu einer Wende, als der Berliner Gerichtsmediziner Volkmar Schneider Kronsbeins Version vom Suizid seiner Gattin für glaubhaft erklärte.
Helmut Kronsbein starb mit 76 Jahren in Berlin und wurde auf dem Berliner Friedhof Heerstraße (Feld 16-J-37/38) beigesetzt.

## Karriere als Spieler

### Vereine
- Arminia Bielefeld
- Eintracht Osnabrück
- Hindenburg Allenstein
- –1948 Preußen Danzig
- 1948–1949 1. FC Köln
- 1949– SSV Ulm 1846

## Karriere als Trainer

### Erfolge
- 1954 Deutscher Meister mit Hannover 96
- 1952 Aufstieg in die Oberliga Süd, TSG Ulm 1846
- 1964 Aufstieg in die Bundesliga, Hannover 96
- 1968 Aufstieg in die Bundesliga, Hertha BSC
- 1975 Aufstieg in die Bundesliga, Hannover 96
- 1970, 1971 3. Plätze in der Bundesliga, Hertha BSC

### Trainerstationen
- 1949–1952 TSG Ulm 1846
- 1952–1957 Hannover 96
- 1957–1959 Meidericher SV
- 1959–1962 Alemannia Aachen
- 1962–1963 VfR Mannheim
- 1963–1966 Hannover 96, Entlassung am 28. April 1966
- 1966–1974 Hertha BSC, Entlassung am 13. März 1974
- 1974–1976 Hannover 96, 13. März 1974 bis 14. Januar 1976
- 1977–1978 Hannover 96, 1. Januar 1977 bis 30. Juni 1978
- 1979–1980 Hertha BSC, 27. Dezember 1979 bis 30. Juni 1980